# هشت‌تایی
هشت‌تایی یا آکتِت یا اُکتِت (اوکتِت) (به انگلیسی: octet) یکی از یکاهای اطلاعات دیجیتال در رایانش و مخابرات است که از هشت بیت تشکیل شده‌است. معمولاً در مواردی که استفاده از بایت ابهام‌برانگیز است، از هشت‌تایی استفاده می‌شود، زیرا به صورت تاریخی برای بایت تعریف استانداردی وجود نداشته‌است.